# George Fitzmaurice
Pour les articles homonymes, voir FitzMaurice.
George Fitzmaurice est un producteur et réalisateur américain né le 13 février 1885 à Paris et mort le 13 juin 1940 à Los Angeles.

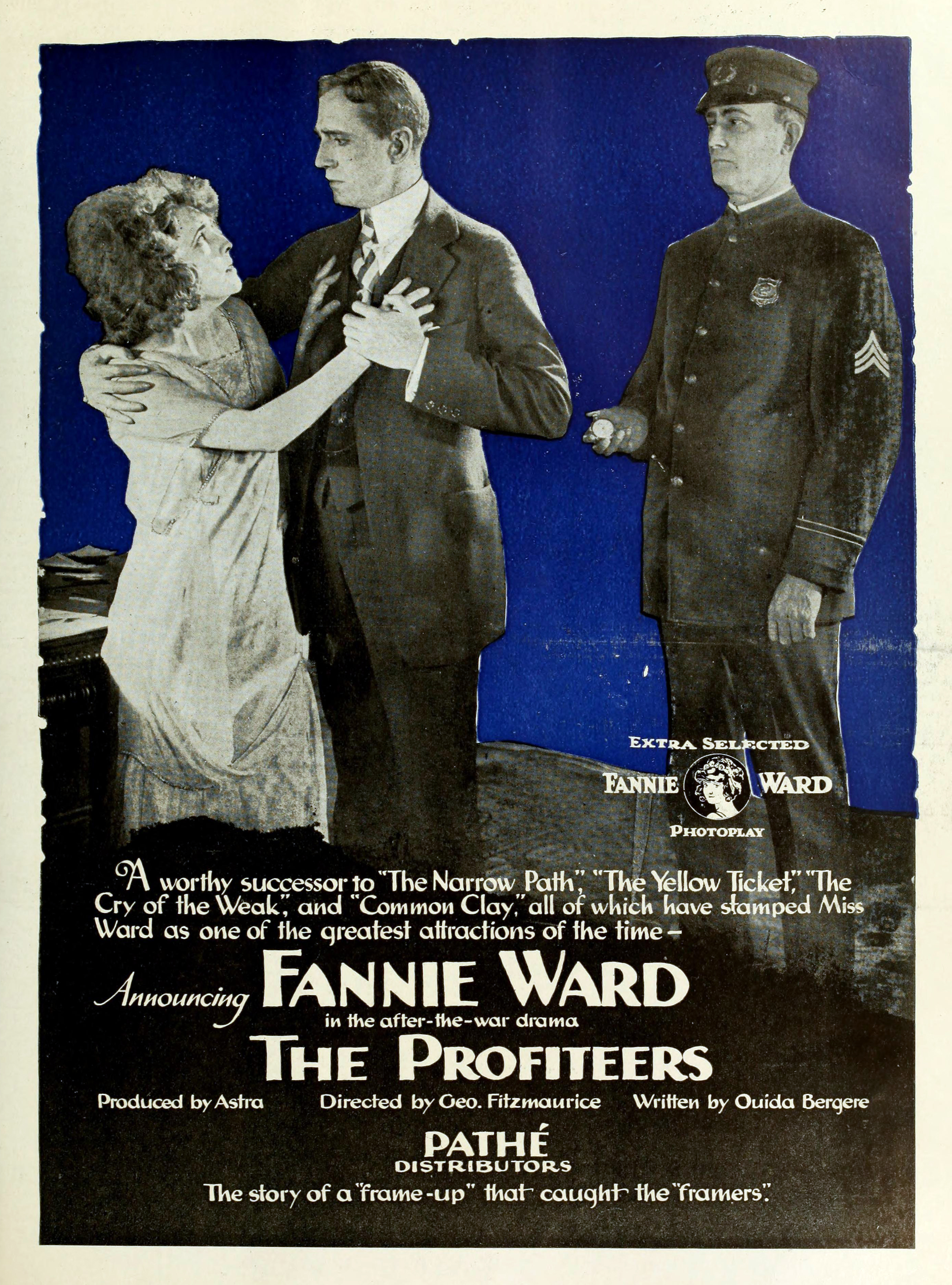
The Profiteers de George Fitzmaurice, 1919.

## Biographie
George Fitzmaurice commence sa carrière en 1908 comme décorateur de théâtre. Réalisateur dès 1914, il se fait une réputation en dirigeant les stars de Broadway qui viennent tourner à Hollywood, notamment Mae Murray et Fannie Ward.
Il a réalisé plus de 80 films, parmi lesquels plusieurs films à grand succès dont Le Fils du cheik avec Rudolph Valentino en 1926, et Mata Hari avec Greta Garbo en 1931.
George Fitzmaurice s'est marié avec la scénariste Ouida Bergère en 1918, et divorça 6 ans plus tard.

## Filmographie

### Comme réalisateur
- 1914 : When Rome Ruled (en)
- 1914 : The Quest of the Sacred Jewel (it)
- 1914 : The Bomb Boy (it)
- 1915 : Stop Thief!
- 1915 : The Commuters (it)
- 1915 : Who's Who in Society (en)
- 1915 : The Money Master (en)
- 1915 : Via Wireless (en)
- 1915 : At Bay (en)
- 1916 : New York (en)
- 1916 : Big Jim Garrity (en)
- 1916 : The Test (en)
- 1916 : Arms and the Woman (en)
- 1916 : The Romantic Journey (en)
- 1917 : Kick In (en)
- 1917 : The Hunting of the Hawk (en)
- 1917 : The Recoil (en)
- 1917 : The Iron Heart (en)
- 1917 : Blind Man's Luck (en)
- 1917 : The On-the-Square Girl (en)
- 1917 : The Mark Of Cain
- 1917 : Sylvia of the Secret Service (en)
- 1918 : L'amour rédempteur (en) (Innocent)
- 1918 : The Naulahka (en)
- 1918 : The Hillcrest Mystery (en)
- 1918 : Le Rossignol japonais (A Japanese Nightingale)
- 1918 : The Narrow Path (en)
- 1919 : Common Clay (en)
- 1919 : The Cry of the Weak (en)
- 1919 : The Profiteers
- 1919 : The Avalanche
- 1919 : Our Better Selves (en)
- 1919 : A Society Exile (en)
- 1919 : The Witness for the Defense (en)
- 1919 : Counterfeit (en)
- 1920 : Le Loup de dentelle (en) (On with the Dance)
- 1920 : L'Homme qui assassina (en) (The Right to Love)
- 1920 : Idole d'argile (en) (Idols of Clay)
- 1921 : Paying the Piper (en)
- 1921 : Experience
- 1921 : Forever (en) (ou Peter Ibbetson)
- 1922 : Les Trois Revenants (Three Live Ghosts)
- 1922 : The Man from Home (en)
- 1922 : Le Favori d'un Roi (en) (To Have and to Hold)
- 1922 : Kick In (en)
- 1923 : Bella Donna
- 1923 : La Flétrissure (The Cheat)
- 1923 : La Ville éternelle (The Eternal City)
- 1924 : Cytherea (en)
- 1924 : Tarnish (en)
- 1925 : A Thief in Paradise (en)
- 1925 : La Flamme victorieuse (His Supreme Moment)
- 1925 : L'Ange des ténèbres (The Dark Angel)
- 1926 : Le Fils du cheik (The Son of the Sheik)
- 1927 : La Nuit d'amour (The Night of Love)
- 1927 : The Tender Hour (en)
- 1927 : Rose of the Golden West
- 1927 : The Love Mart
- 1928 : Ciel de gloire (Lilac Time)
- 1928 : Forains (The Barker)
- 1929 : His Captive Woman
- 1929 : Le Yacht d'amour (en) (The Man and the Moment)
- 1929 : Le Signe sur la porte (The Locked Door)
- 1929 : La Tigresse (Tiger Rose)
- 1930 : The Bad One
- 1930 : Raffles
- 1930 : The Devil to Pay!
- 1931 : One Heavenly Night (en)
- 1931 : Strangers May Kiss (en)
- 1931 : The Unholy Garden
- 1931 : Mata Hari
- 1932 : Comme tu me veux (As You Desire Me)
- 1932 : Rockabye
- 1934 : All Men Are Enemies (en)
- 1936 : Une femme qui tombe du ciel (Petticoat fever)
- 1936 : Suzy
- 1937 : La Fin de Mme Cheyney (The Last of Mrs Cheyney) (non crédité)
- 1937 : Le Secret des chandeliers (The Emperor's Candlesticks)
- 1937 : La Vie, l'Art et l'Amour (Live, Love and Learn)
- 1938 : Le Retour d'Arsène Lupin (Arsène Lupin Returns)
- 1938 : Vacation from Love (en)
- 1940 : La Femme aux brillants (Adventure in Diamonds)

### Producteur
- 1921 : Flûte alors ! (Paying the Piper)
- 1923 : La Flétrissure (The Cheat)
- 1925 : A Thief in Paradise (en)
- 1926 : Le Fils du cheik (The Son of the Sheik)
- 1928 : Ciel de gloire
- 1929 : Le Signe sur la porte (The Locked Door)
- 1931 : Strangers May Kiss (en)
- 1931 : Le Jardin impie (The Unholy Garden)
- 1931 : Mata Hari
- 1932 : Comme tu me veux (As You Desire Me)

### Acteur
- 1919 : The Avalanche
- 1925 : Ben-Hur: A Tale of the Christ : Crowd extra in chariot race